# Architekturmalerei

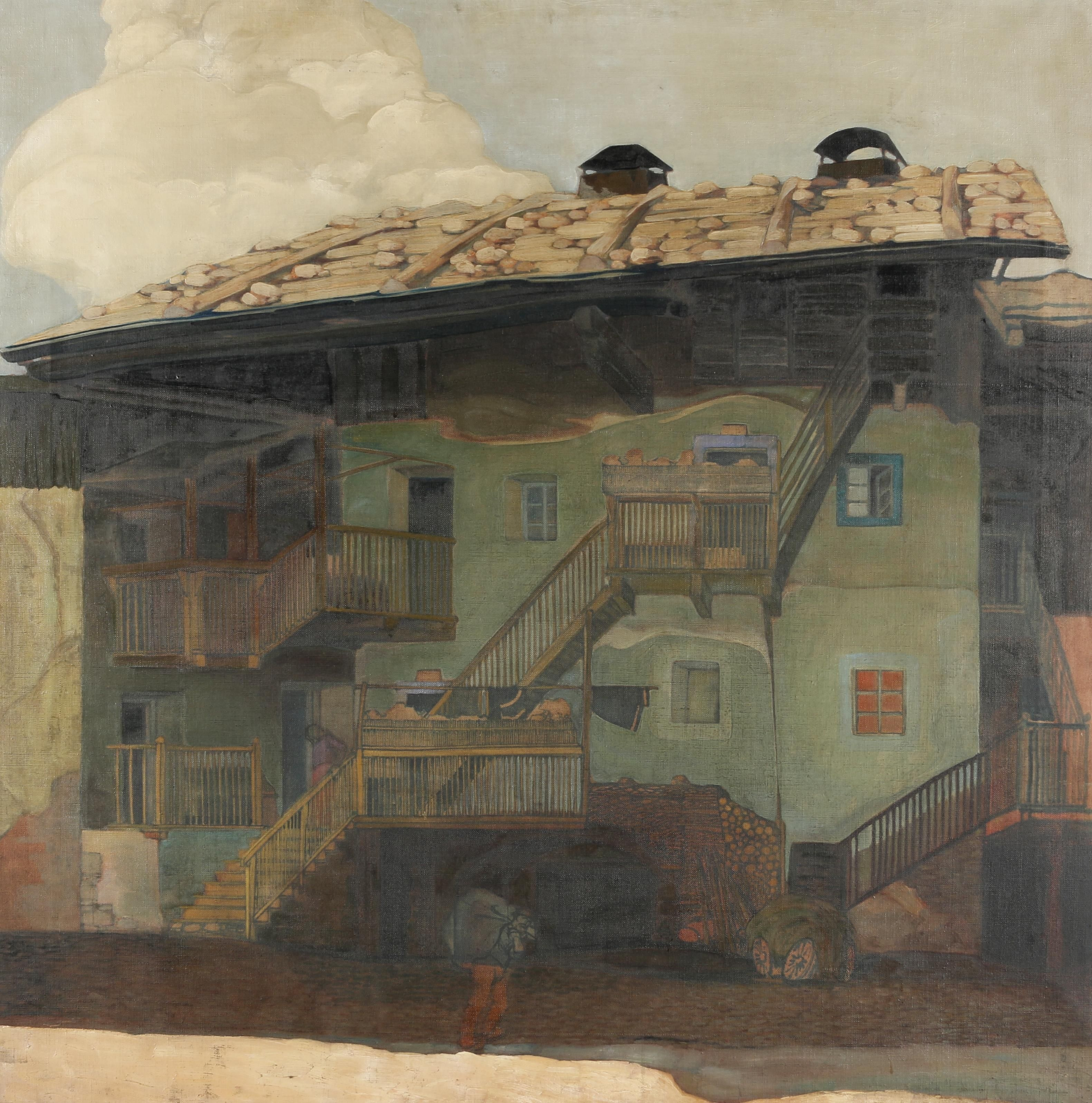
Leopold Forstner (1878–1936): Stiegenkonstruktion, Dunkelsteinerhof im Salzkammergut.

Die Architekturmalerei ist eine Gattung der gegenständlichen Malerei. Sie basiert auf der Reduktion der realen Architektur auf ein zweidimensionales Abbild.

## Überblick
Hauptmotiv der Architekturmalerei ist die Abbildung der Baukunst. Die Kunstform bildet sowohl Außen- als auch Innenarchitektur ab. Bereits in frühesten Gemälden wurde die Abbildung von Architektur genutzt, um dem Werk eine gewisse Tiefe und Dynamik zu verleihen. Es handelt sich dann um Architekturmalerei im eigentlichen Sinn, wenn die Architektur tatsächlich den Mittelpunkt der Malerei bildet und nicht, wenn diese lediglich als Hintergrund oder Umrahmung eines Gemäldes dient. Die Architekturmalerei zeichnet sich vor allem durch eine klare Darstellung von Räumlichkeit ab, wobei die Perspektive eine große Rolle spielt. Sowohl die Linienperspektive als auch die Luftperspektive sind wichtig für die Visualisierung architektonischer Werke.

## Geschichte
Bereits in der antiken Kunst wurde eine Art der Architekturmalerei in Form von dekorativen Elementen praktiziert wie beispielsweise der antiken Wandmalerei. Daraus entwickelte sich dann die illusionistische Dekorationsmalerei, die realen Gebäuden etwa über Kuppeln oder Wand- und Fassadenflächen einen Schein von Architektur verleiht.
In der Epoche der Renaissance trat die Architektur immer häufiger als Hauptthema in Gemälden hervor. Dass die Architekturmalerei fortan einen immer größer werdenden Stellenwert erhielt, ist zum Teil darauf zurückzuführen, dass die Maler vielfach zugleich die Bauherren architektonischer Werke waren. Als Beispiel kann der niederländische Maler Hans Vredeman de Vries herangezogen werden, der seine Kunst an der Malerei als auch in der Architektur ausübte.
Die Architekturmalerei hat ebenso Wurzeln in Nordeuropa. Die flämischen Gebrüder Hubert und Jan van Eyck schufen im 15. Jahrhundert Gemälde, in denen sie die Gesetze der Perspektive und Architektur anwandten, um ihren Gemälden eine möglichst realitätsgetreue Räumlichkeit zu verleihen.
Die Architekturmalerei als eigenständige Kunstform der westlichen Kunst entfaltete sich schließlich im 16. Jahrhundert. Zuvor hatte die Architektur in der Malerei die Funktion als bloße Kulisse oder als Ergänzung eines Gemäldes. Flandern sowie die Niederlande galten zu diesem Zeitpunkt als Hauptschauplatz der Architekturmalerei.
Die Innenansichten von Kirchen und prunkvollen Sälen galten vor allem bei den niederländischen Malern als beliebte Motive.
Auch im 17. und 18. Jahrhundert blieb die Architekturmalerei fester Bestandteil der Kunst. In der Epoche der Romantik diente die Architekturmalerei vor allem zur Darstellung von Ruinen.